# Weyland-Yutani
(Ellen Ripley nel romanzo del film Alien³)
Weyland-Yutani, detta anche come la Compagnia oppure la Società, è un'organizzazione immaginaria presente sia nelle tre serie cinematografiche (Alien, Predator e Alien vs. Predator) che nell'universo fantascientifico a esso collegato. È una società che amministra colonie umane al di fuori del sistema solare. Dopo la scoperta degli Xenomorfi (compresi gli Yautja), la Compagnia cercherà con ogni mezzo, anche sacrificando diverse vite umane, di ottenere un esemplare vivo, per poterlo utilizzare come arma biologica, per aumentare il suo potere nell'universo.
Diversi scrittori hanno considerato la Compagnia come il "vero" antagonista principale della serie poiché, al contrario degli Xenomorfi e degli Yautja, la Weyland-Yutani agisce per pura avidità invece che per istinto. La Compagnia viene costantemente rappresentata esibendo i peggior aspetti dell'affarismo aziendale, essendo disposta a sacrificare vite umane e l'etica per soddisfare la sua sete di potere. Secondo la scrittrice femminista Judith Newton la Weyland-Yutani rappresenta il capitalismo nella sua forma più grottesca, avida e disumanizzata. Un fatto confermato dal nome del computer a bordo della nave stellare di Alien, "Mother", e dall'ammirazione verso lo Xenomorfo provata dall'androide Ash. È stato proposto che, nel lodare la "purezza" dello Xenomorfo, Ash stia infatti descrivendo l'impiegato ideale della Compagnia.
La presenza nella serie della Compagnia è stata generalmente ben accolta dagli appassionati di fantascienza, apparendo in numerose liste delle migliori organizzazioni o aziende immaginarie.

## Creazione
Nel concepire la compagnia, Ridley Scott trasse ispirazione dal Grande Fratello di 1984, romanzo di George Orwell, inquadrandola come un'organizzazione che dà priorità ad un progresso tecnologico aberrato, invece della sicurezza dei suoi impiegati.
Il nome venne creato da uno degli artisti coinvolti nel progetto Alien, Ron Cobb: in una intervista, raccontò di avere pensato ad una ipotetica unione commerciale fra Regno Unito e Giappone, e per questo motivo accostò inizialmente le aziende automobilistiche Leyland e Toyota, in seguito modificate, perché non utilizzabili nel film, mentre "Yutani" è il cognome dell'allora vicino di casa di Cobb. La compagnia non viene mai nominata, ma il suo nome, al tempo "Weylan-Yutani", è presente su una lattina di birra e sulle uniformi dei personaggi, persino sulle mutande di Ellen Ripley. Su insistenza del regista Ridley Scott, il costumista John Mollo disegnò il logo alato della compagnia basandosi su dei disegni risalenti all'Antico Egitto relativi al disco solare alato.
In Aliens - Scontro finale, il regista James Cameron trasse ispirazione dalle pratiche della Compagnia olandese delle Indie occidentali del XVI° Secolo, nel rappresentare la relazione tra la Weyland-Yutani e i Marines. La prima infatti, come la Weyland-Yutani nel film, si alleò con l'esercito al fine di espandere i suoi interessi commerciali.

## Apparizioni

### Saga canonica

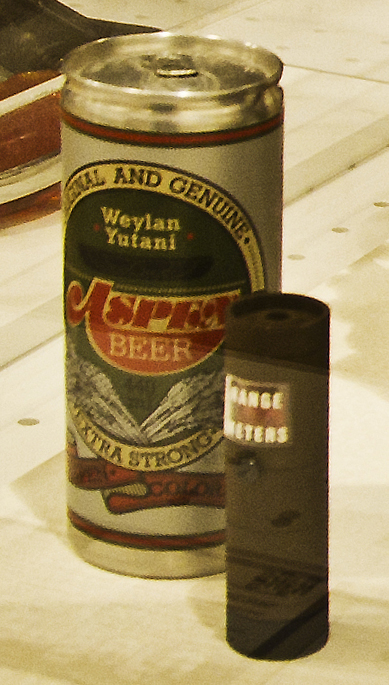
Lattina di Aspen Beer usata in Alien. Si nota la vecchia ortografia di "Weyland-Yutani" senza la d finale.

#### Alien(1979)
Nel 2122, la Compagnia viene a conoscenza dell'esistenza d'una nave aliena abbandonata sul planetoide LV-426. Sperando di impadronirsi di una forma di vita aliena per incrementare il suo patrimonio di conoscenza per la sua divisione di armi biologiche, invia segretamente un androide, Ash, per infiltrarsi nell'equipaggio della nave stellare Nostromo per dirottarli verso il planetoide al fine di recuperare uno degli organismi. Ma Ash fallisce nella sua missione dopo essere stato smascherato, così lo Xenomorfo portato a bordo della Nostromo, ormai distrutta, viene espulso nello spazio dall'unica superstite della spedizione, il tenente Ellen Ripley.

#### Aliens - Scontro finale(1986)
Nel 2179, cinquantasette anni dopo, il funzionario della Weyland-Yutani, Carter Burke, invia in segreto un gruppo di coloni stabilitosi su LV-426 per indagare sulla nave aliena, ma vengono presto sopraffatti da orde di Xenomorfi e dalla loro regina, così la Compagnia invia ad indagare un gruppo di marines, sempre accompagnati da Ellen Ripley. All'insaputa della spedizione, Burke intende trasportare degli Xenomorfi sulla Terra. Ma il suo piano fallisce e la colonia, insieme al nido Xenomorfo, viene distrutta quando esplode il processore atmosferico.

#### Alien³(1992)
Nello stesso anno, la Compagnia Weyland-Yutani scopre che Ripley è atterrata sul pianeta penitenziario Fiorina 161, e che è diventata l'ospite d'una regina Xenomorfa. Manda un suo rappresentante sul pianeta per convincere Ripley a consegnarsi a lui, e di fidarsi del fatto che la compagnia avrebbe ucciso l'embrione della regina. Incredula, Ripley si suicida.

#### Alien - La clonazione(1997)
Nel 2379, duecento anni dopo gli eventi su Fiorina 161, viene svelato che la Weyland-Yutani è andata in bancarotta. Il director's cut del film rivela che la compagnia sarà poi inglobata dalla Walmart.

#### Prometheus(2012)
Nel 2093, Sir Peter Weyland, il fondatore della Weyland Corporation, invia la nave stellare Prometheus sulla luna LV-223 per conquistare una base abbandonata di una razza aliena chiamata gli "ingegneri", sperando che le loro vestigia possano conferirgli l'immortalità.

#### Alien: Covenant(2017)
Dieci anni dopo gli eventi di Prometheus, la Covenant, un'altra astronave della Weyland Corporation, in viaggio verso un pianeta su cui impiantare una colonia, intercetta un messaggio di soccorso. La missione scopre che esso è stato lanciato da uno dei membri dell'equipaggio della Prometheus.

### Spin-off

#### Alien vs. Predator(2004)
Nel 2004, Charles Bishop Weyland, fondatore della Weyland Industries, si reca sull'Isola Bouvet per indagare su una piramide contenente una regina Xenomorfa.

#### Aliens vs. Predator 2(2007)
La tecnologia rubata a un guerriero Yautja viene consegnata a Cullen Yutani.

#### Predator: Badlands(2025)
La giovane androide della Compagnia, chiamata Thia, viene mandata per controllare alcuni Yautja.